# Neukaledonische Erdtaube
Die Neukaledonische Erdtaube (Pampusana longitarsus, Syn.: Alopecoenas longitarsus, Gallicolumba longitarsus) ist eine ausgestorbene Taubenart aus der Gattung der Indopazifischen Erdtauben (Pampusana). Sie war auf Neukaledonien endemisch und ist nur von subfossilem Knochenmaterial aus dem Holozän bekannt. Das Artepitheton longus („lang“) und tarsus („Fuß“) bezieht sich auf den sehr dünnen, verlängerten Tarsometatarsus.
Der Holotypus, ein vollständiger linker Tarsometatarsus, wurde 1986 in der Pindai Cave (21° 20'S, 164° 57'O) auf der Halbinsel Nepoui an der Westküste von Neukaledonien entdeckt. Die Paratypen umfassen einen vollständigen linken Oberschenkelknochen, die proximale Hälfte des linken Oberschenkelknochens, die körperferne (distale) Hälfte eines rechten Tarsometatarsus, das körpernahe (proximale) Fragment des linken Tarsometatarsus und ein Teilstück des linken Coracoids.
Nach der ebenfalls ausgestorbenen Riesenerdtaube (Pampusana nui) war die Neukaledonische Erdtaube die zweitgrößte bekannte Art der Indopazifischen Erdtauben.
Die Frage, ob die Art flugfähig oder flugunfähig war, lässt sich aufgrund des spärlichen Knochenmaterials nicht beantworten.
Der genaue Aussterbezeitpunkt der Neukaledonischen Erdtaube ist nicht bekannt. Vermutlich verschwand sie während der frühen Besiedelung Neukaledoniens.